# Dicamptus uptoni
Dicamptus uptoni är en stekelart som beskrevs av Ian D. Gauld 1977. Dicamptus uptoni ingår i släktet Dicamptus och familjen brokparasitsteklar. Inga underarter finns listade i Catalogue of Life.